# Michael Weidt
Michael Weidt (* 1946 in Berlin-Moabit) ist ein deutscher Fotograf, der vor allem Porträts von DDR-Künstlern aus Film, Theater, Bildender Kunst, Tanz und Musik schuf.

## Werdegang
Weidt wuchs in einer Künstlerfamilie auf. Seine Mutter war die Malerin und Buchillustratorin Ursula Wendorff-Weidt, sein Stiefvater der Tänzer und Choreograph Jean Weidt, der Keramikkünstler Andreas Weidt ist sein Halbbruder.
Von 1952 bis 1955 lebte die Familie in Schwerin, wo Jean Weidt als Ballettmeister engagiert war. Hier lernte Michael Weidt auch Jenny Gröllmann kennen, mit der ihn eine lebenslange Freundschaft verband. Von 1955 bis 1958 lebte die Familie in Karl-Marx-Stadt, danach in Rangsdorf bei Berlin.
Von 1965 bis 1967 absolvierte Michael Weidt ein Gaststudium bei Arno Fischer an der Kunsthochschule Berlin-Weißensee. Er gilt neben Sibylle Bergemann als erster Schüler von Arno Fischer und assistierte ihm schon früh bei seiner Arbeit. Ab 1968 war er als freischaffender Fotograf in Ost-Berlin tätig. Er war unter anderem zusammen mit Sibylle Bergemann, Arno Fischer, Roger Melis und Brigitte Voigt Mitglied der Gruppe DIREKT und arbeitete für die Zeitschriften Das Magazin, NBI und Sybille.
Als Fotograf arbeitet er seit 1978 mit einer Nikon FM und einem 35mm oder einem 85mm Objektiv. 1978 hatte Michael Weidt seine erste Ausstellung in der Galerie Kunst im Heim in Berlin.
1989 und 1990 unternahm Michael Weidt zwei Reisen nach Paris, woraus die Ausstellung Pariser Bilder entstand. Anfang des Jahres 2011 hatte Michael Weidt eine Ausstellung im Saarländischen Künstlerhaus im Rahmen des Filmfestival Max Ophüls Preis, in welcher Arbeiten von Michael Weidt zu sehen waren, welche bis ins Jahr 1965 zurückreichten. In den Jahren 2010 und 2011 unternahm er Reisen nach Havanna (Kuba).
Darüber hinaus ist er als Nebendarsteller in den Filmen Das Mambospiel (1997) von Michael Gwisdek, The Crossing (1999) von Nora Hoppe, Schußangst (2002) von Dito Tsintsadze, The Red Coloured Grey (2003) von Srdjan Koljevic, Jam Session (Deutsche Synchronstimme, 2004) von Izabela Plucinska, Erinnere dich, wenn du kannst! (2004) von Sigi Rothemund und La Fine del Mare (2005) von Nora Hoppe zu sehen. Außerdem war er Zeitzeuge in den Dokumentarfilmen Ich will da sein – Jenny Gröllmann (2008) von Petra Weisenburger und Ich wollte nur meine Großmutter besuchen – Ein Porträt über Michael Weidt und die DDR (2010) von Ingo Woelke.

## Arbeiten als Fotograf (Auswahl)
- Porträts u. a. von: Joachim Schlömer, Henry Hübchen, Uwe Kockisch, Frank Giering, Jenny Gröllmann, Michael Gwisdek, Willem Dafoe, Corinna Harfouch, Bettina Wegener, Franziska Petri, Anna Loos, Herman Beyer oder die Rockgruppe Omega
- Porträt- und Tanzserie der Schweizer Solotänzerin Anna Huber
- Fotodokumentation zu den Dreharbeiten „Das Mambospiel“ von Michael Gwisdek
- Porträtserie des Tänzers und Choreographen Joachim Schlömer
- Fotos für Buchtitel des Aufbau Taschenbuch Verlages u. a.:
  - Christoph Hein: Der fremde Freund
  - Christa Wolf: Nachdenken über Christa T.
  - Hermann Kant: Die Aula
- Mehrere Fotoserien des Schauspielers Henry Hübchen, u. a. bei Proben zu „Alles auf Zucker“ von Dani Levy
- Fotoserie von den Schauspielern Uwe Kockisch, Frank Giering und Dieter Paff bei Dreharbeiten in Irland
- Stand- u. Setfotografie in Triest bei dem internationalen Spielfilm „La Fine del Mare“
- Setfotografie und Archivfotos für den deutschen Dokumentarfilm Ich will da sein – Jenny Gröllmann von Petra Weisenburger
- Fotoserien der Schauspieler Uwe Kockisch und Michael Gwisdek bei Dreharbeiten in Venedig („Donna Leon“)
- Cover-Foto für die CD „Reinhard Lakomy – Die großen Erfolge“
- Fotos für das Buch „Bye Bye, Lübben City – Bluesfreaks, Tramps und Hippies in der DDR“
- Fotos für den Bildband „Sibylle – Modefotografien 1962-1994“ von Dorothea Melis / Lehmstedt